# إريك أفيري
اريك أفيري (بالإنجليزية: Eric Avery)‏ هو موسيقي أمريكي، ولد في 25 أبريل 1965 في لوس أنجلوس في الولايات المتحدة.

## وصلات خارجية
- إريك أفيري على موقع IMDb (الإنجليزية)
- إريك أفيري على موقع ميوزك برينز (الإنجليزية)
- إريك أفيري على موقع إن إن دي بي (الإنجليزية)
- إريك أفيري على موقع ديسكوغز (الإنجليزية)